# ایگور کراوتشنکو
ایگور کراوتشنکو (استونیایی: Igor Kravtšenko؛ زادهٔ ۲۸ مارس ۱۹۷۳) سیاستمدار و نماینده مجلس اهل استونی است.